# Déjenme llorar (canción)
«Déjenme llorar» es una canción grabada por la cantante y compositora mexicana Carla Morrison. La canción fue escrita y producida por ella misma. Fue lanzada el 27 de noviembre de 2011 como el primer sencillo de su primer álbum de estudio Déjenme llorar. En 2012 la canción ganó el Premio Grammy Latino en la categoría de mejor canción alternativa y también fue nominada a canción del año.

## Video musical
El video musical de «Déjenme llorar» fue lanzado el 17 de diciembre de 2011 en la plataforma digital YouTube, fue producido por Eduardo López y dirigido por Gina García a través de la productora RARARA. Cuenta con más de 245 millones de reproducciones, es el segundo vídeo más visitado de Carla Morrison, solo por detrás de «Disfruto».

## Premios y nominaciones

### Galardones
| Año  | Entrega        | Categoría                 | Nominación       | Resultado | Ref.  |
| ---- | -------------- | ------------------------- | ---------------- | --------- | ----- |
| 2012 | Grammy Latinos | Mejor canción alternativa | «Déjenme llorar» | Ganadora  | [ 3 ] |

### Nominaciones
| Año  | Entrega        | Categoría       | Nominación       | Resultado | Ref.  |
| ---- | -------------- | --------------- | ---------------- | --------- | ----- |
| 2012 | Grammy Latinos | Canción del año | «Déjenme llorar» | Nominada  | [ 4 ] |